# Ema datshi

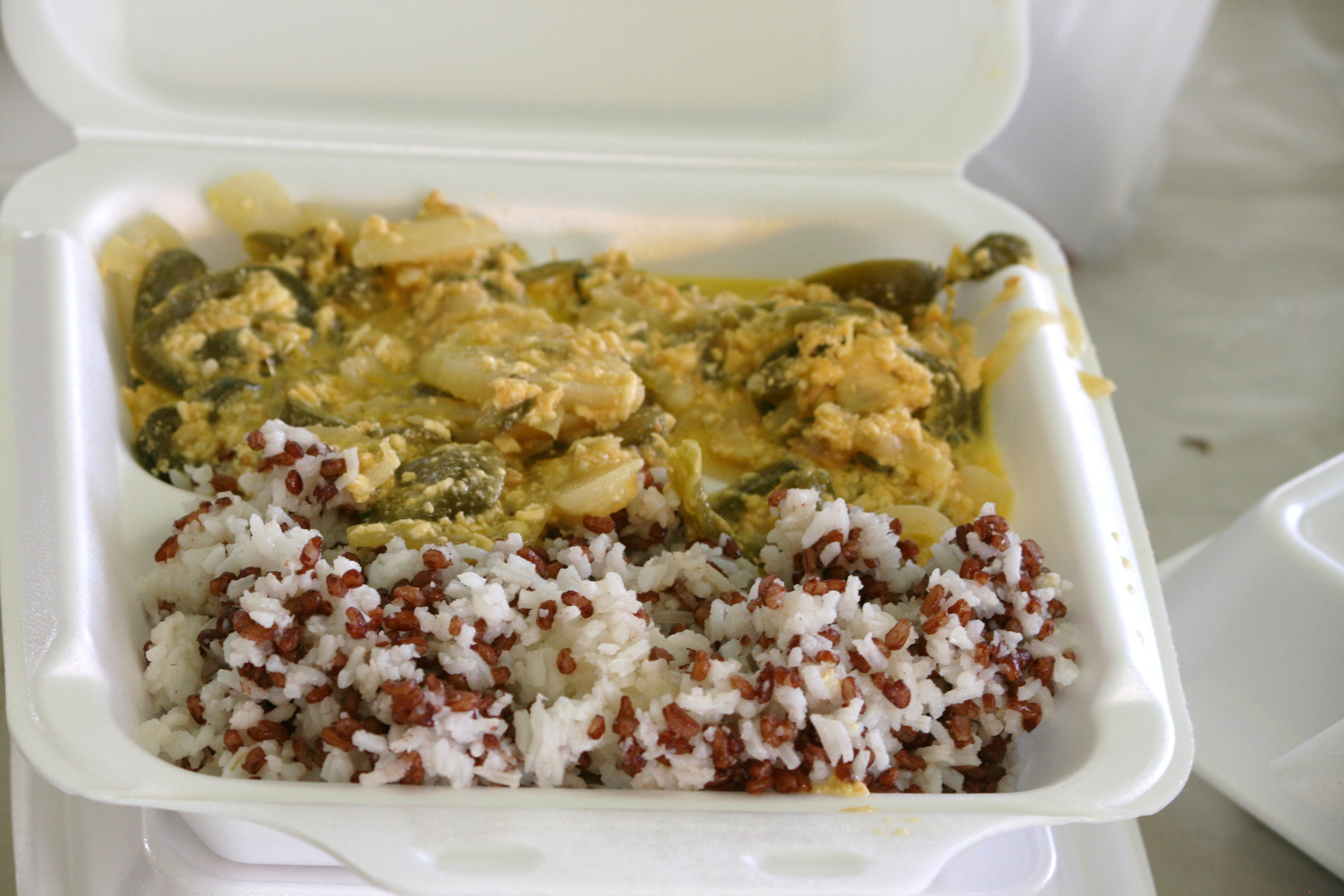
Ema datshi com jasha thoem (acima) e arroz (abaixo).

Ema datshi (dzongkha: ཨེ་མ་དར་ཚིལ་; Wylie: e-mar-da-tshil), ima datshi ou hemadatsi é uma iguaria proveniente do Butão. É considerada o prato nacional do país, sendo geralmente servida na forma de um caldo acompanhado de arroz (vermelho ou marrom).

## Etimologia
Ema datshi é uma palavra em dzongkha (língua butanesa) formada por "ema", que significa "chili" ou "pimenta", e "datshi", um tipo de queijo do Butão. Normalmente, "sha ema" é utilizado para se referir a Capsicum annuum, uma pimenta que se assemelha a outras, como caiena, poblano–ancho ou anaheim, e por isso pode também ter originado "ema datshi".

## Composição
Basicamente, o ema datshi é uma mistura de várias pimentas, cultivadas em grande escala pelos habitantes locais, com datshi, um queijo branco típico do Butão. O prato também pode conter, em suas variantes, feijões verdes, brotos de samambaia, batata, cogumelos, queijo de iaque, queijo feta, alho, tomate, óleo vegetal e coentro. As pimentas são de diferentes tipos, podendo ser vermelhas, verdes ou brancas.

## Fabricação
A fabricação do caldo é caseira e, muitas vezes, feita por agricultores locais, que também são os responsáveis por produzir o queijo datshi e o queijo de iaque. O leite e a gordura de iaques e vacas utilizados para fazer os queijos contidos na iguari são preparados por meio de processos de coalha, seca, molde e cura (nos iaques), ou por meio do uso do líquido formado pela sobra — que surge na fabricação do queijo — como caldo de base para a iguaria.

## Ema datshi nos hábitos alimentares
O prato é considerado o prato nacional do Butão, e é um hábito tradicional nesse país comer e provar do caldo em praticamente todas as refeições do dia. A tradição pode decorrer do fato da pimenta ser muita apreciada como ingrediente (e não como tempero) e ser usada em vários pratos e em grandes quantidades.